# Amba (bantu jezik)
Amba jezik (ISO 639-3: rwm; bulebule, hamba, humu, kihumu, ku-amba, kuamba, lubulebule, lwamba, ruwenzori kibira, rwamba), jezik nigersko-kongoanske porodice kojim govori 35 600 u Ugandi (2002 popis) u provincijama uz granicu s Demokratskom Republikom Kongo i u DR Kongu 4 500 u provinciji Nord-Kivu.
Ima više dijalekata: kyanzi (kihyanzi), suwa (kusuwa) i kigumu (kuamba, hamba, lubulebule). Narod se naziva BaAmba, u DR Kongu KiHumu, a sami sebe nazivaju Kwamba. Mnogi se služe i jezikom talinga-bwisi [tlj].

## Vanjske poveznice
- Ethnologue (14th)
- Ethnologue (15th)